# Terry Blade
Pour les articles homonymes, voir Blade.
 (juin 2025).
La mise en forme du texte ne suit pas les recommandations de Wikipédia : il faut le « wikifier ».
Les points d'amélioration suivants sont les cas les plus fréquents :
- Les titres sont pré-formatés par le logiciel. Ils ne sont ni en capitales, ni en gras.
- Le texte ne doit pas être écrit en capitales (les noms de famille non plus), ni en gras, ni en italique, ni en « petit »…
- Le gras n'est utilisé que pour surligner le titre de l'article dans l'introduction, une seule fois.
- L'italique est rarement utilisé : mots en langue étrangère, titres d'œuvres, noms de bateaux, etc.
- Les citations ne sont pas en italique mais en corps de texte normal. Elles sont entourées par des guillemets français : « et ».
- Les listes à puces sont à éviter, des paragraphes rédigés étant largement préférés. Les tableaux sont à réserver à la présentation de données structurées (résultats, etc.).
- Les appels de note de bas de page (petits chiffres en exposant, introduits par l'outil «  Source ») sont à placer entre la fin de phrase et le point final[comme ça].
- Les liens internes (vers d'autres articles de Wikipédia) sont à choisir avec parcimonie. Créez des liens vers des articles approfondissant le sujet. Les termes génériques sans rapport avec le sujet sont à éviter, ainsi que les répétitions de liens vers un même terme.
- Les liens externes sont à placer uniquement dans une section « Liens externes », à la fin de l'article. Ces liens sont à choisir avec parcimonie suivant les règles définies. Si un lien sert de source à l'article, son insertion dans le texte est à faire par les notes de bas de page.
- La présentation des références doit suivre les conventions bibliographiques. Il est recommandé d'utiliser les modèles {{Ouvrage}}, {{Chapitre}}, {{Article}}, {{Lien web}} et/ou {{Bibliographie}}. Le mode d'édition visuel peut mettre en forme automatiquement les références.
- Insérer une infobox (cadre d'informations à droite) n'est pas obligatoire pour parachever la mise en page.

Pour une aide détaillée, merci de consulter Aide:Wikification.
Si vous pensez que ces points ont été résolus, vous pouvez retirer ce bandeau et améliorer la mise en forme d'un autre article.
Terry Blade est un auteur-compositeur-interprète américain installé dans la région métropolitaine de Chicago. Terry Blade est le lauréat 2023 du concours Auteur-compositeur américain dans la catégorie Blues.

## Début de la vie
Né à Washington, D.C., où il a grandi, Blade a des racines familiales dans le Sud des États-Unis. Ses grands-parents étaient originaires de cette région; son grand-père venait de Colerain, en Caroline du Nord,. Son arrière-grand-père était métayer et son grand-père a été déscolarisé très tôt pour pouvoir travailler.
Dès ses 12 ans, Blade subissait régulièrement l'homophobie. Il a raconté que son adolescence en tant que jeune homme Noir, gay et non-conforme aux normes de genre fut "rude" et constitue "l'une des expériences les plus douloureuses" de sa vie, ajoutant: "Je ne pensais pas que j'allais y survivre".
Blade s'est ensuite installé à Chicago. Il a commencé à tenir un journal intime, puis, en 2020, à transformer ses notes personnelles en chansons.

## Carrière
Le 3 avril 2020, Blade a lancé sa démo acoustique "L'amoureux". La sortie a valu une nomination en tant qu'auteur-compositeur-interprète aux 11e Prix de la musique hollywoodienne dans les médias. "L'amoureux" est apparu comme le morceau d'ouverture de la démo EP de six titres de Blade, Misery, qui est sortie le 8 mai 2020.
Toujours en 2020, Blade publie "Le blues de Karen", un single interprété a cappella. Le musicien Adeem the Artist décrira le morceau comme étant à la fois "plein d'esprit et cinglant".
Blade publie son premier album studio, Descendant américain de l'esclavage, l'album le 5 février 2021. L'album, qui contient des enregistrements audio libres de droits d'Afro-Américains autrefois asservis, a remporté un Prix de la création Summit pour sa dimension sonore., ll a également été ajouté par les Archives de la Musique et de la Culture Afro-Américaine à leur sélection des sorties de musique noire marquantes de février 2021. Le 2 avril 2021, l'artiste Adeem the Artist a mis en lumière la chanson "MTF" comme l'une de ses préférées de l'œuvre, expliquant qu'elle lui rappelait l'histoire de CeCe McDonald: "la chanson dépeint le parcours d'une travailleuse du sexe transgenre qui cherche à tout prix à financer son opération de confirmation de genre. Après s'être défendue contre la violence d'un client, elle se retrouve incarcérée dans une prison pour hommes."
Le 14 janvier 2022, Blade a sorti son deuxième album studio, Neo Queer. Le 24 janvier 2022, Blade était l'invité de Frankie Francis dans l'émission Amazing Afternoons, sur les ondes d'Amazing Radio UK.
Blade publie son single blues, "Je ne serai pas là", le 6 janvier 2023. Le titre bénéficie d'une diffusion nationale à la radio, ce qui lui vaut une nomination aux Prix de musique indépendant d'Hollywood et une entrée dans le palmarès Pays en hausse et à venir de New Music Weekly,. Le clip vidéo connaît un succès encore plus grand. Lancé en avant-première au Festival de Tribeca, il est nommé aux 14e Prix de la musique hollywoodienne dans les médias, et sélectionné parmi les finalistes des Cresta Awards. Il remporte par la suite le prix du Meilleur Clip Vidéo aux festivals Bare Bones, Festival international du film de Moondance, ainsi qu'aux Festivals du Film Indépendant de Prague, et de Vienne.
Le 3 février 2023 marque la sortie du troisième album studio de Blade, Ethos: Fils de métayer. L'album reçoit une nomination dans la catégorie: "Album de l'année: Folk/Americana" aux Prix Josie de musique 2023. Pour le critique Richard Marcus de Country Queer, l'album est une réussite: "Au fil des dix pistes, on perçoit l'influence de tous les genres de la musique roots. Le blues, le gospel et la country façonnent l'expérience de Blade et agissent comme un ciment qui unifie les thèmes, parfois disparates, qu'il explore au cours de l'album."
L'année 2024 est marquée par plusieurs distinctions. Le 10 avril, le magazine Auteur-compositeur américain nomme Blade lauréat de son concours de composition 2023 dans la catégorie Blues pour le titre "Je ne serai pas là". Le 24 juin, l'artiste est à l'honneur dans l'émission Festival Pass d'Amazing Radio UK, consacrée au Festival de Glastonbury. Le 24 septembre, le succès continue avec l'obtention de deux Prix internationaux de la publicité Cresta supplémentaires pour le clip de "Je ne serai pas là", portant son total à trois pour cette même vidéo.
Le 3 janvier 2025, Blade a sorti son single blues intitulé "Tell 'Em". Dans sa critique pour The Big Takeover, le journaliste Dave Franklin souligne la finesse du morcea: "Tell 'Em' évolue avec assurance sur un fil entre tradition et modernité, entre ce qui nous est familier et ce qui est nouveau, entre zone de confort et prise de risque."
Le 28 février 2025, Blade a sorti son quatrième album studio, Chicago Kinfolk: Le blues du Juke Joint. L'opus est publié par la société musicale Parisienne Groover et est retenu par la Médiathèque départementale de l'Isère pour figurer dans sa collection numérique. L'album intègre des enregistrements d'archives d'entretiens avec des personnalités du Chicago Blues telles que Theresa Needham et Lefty Dizz,. Le critique Mike Mineo d'Obscure Sound salue cette démarche: "Blade sculpte une sonorité blues à l'atmosphère captivante sur son dernier album..., unissant le passé et le présent en y mêlant des archives d'interviews, des compositions originales et des hommages aux grands noms du genre."
Blade était à l'honneur sur la station d'Amazing Radio UK le 21 mai 2025, dans le cadre de l'émission spéciale Téléchargement du festival Festival Pass.

## Vie personnelle
Blade réside dans la région métropolitaine de Chicago. Il se revendique queer,.

## Discographie

### Albums studio
| Titre                                        | Détails | Réf.   |
| -------------------------------------------- | --- | ------ |
| Descendant américain de l'esclavage, l'album | - Sortie: 5 février 2021 - Étiquette: Starburst Records, Blade Modus Records - Formats: téléchargement numérique, streaming | [ 10 ] |
| Néo Queer                                    | - Sortie: 14 janvier 2022 - Étiquette: Blade Modus Records - Formats: téléchargement numérique, streaming                   | [ 5 ]  |
| Ethos: Fils de métayer                       | - Sortie: 3 février 2023 - Étiquette: Blade Modus Records - Formats: téléchargement numérique, streaming                    | [ 27 ] |
| Chicago Kinfolk: Le blues du Juke Joint      | - Sortie: 28 février 2025 - Étiquette: Groover Spark - Formats: téléchargement numérique, streaming                         | [ 32 ] |

### Pièces de théâtre prolongées
| Titre  | Détails                                                                                              | Réf.  |
| ------ | --- | ----- |
| Misère | - Sortie: 8 mai 2020 - Étiquette: Blade Modus Records - Formats: téléchargement numérique, streaming | [ 8 ] |

### Simple
| Titre                | Année | Album                                        | Réf.   |
| -------------------- | ----- | -------------------------------------------- | ------ |
| "L'inaimable"        | 2020  | Misère                                       | [ 8 ]  |
| "Le blues de Karen"  | 2020  | Single hors album                            | [ 9 ]  |
| "Le noir fait mal"   | 2021  | Descendant américain de l'esclavage, l'album | [ 10 ] |
| "Pour toi"           | 2022  | Single hors album                            | [ 14 ] |
| "Je ne serai pas là" | 2023  | Ethos: Fils de métayer                       | [ 15 ] |
| "Dis-leur"           | 2025  | Chicago Kinfolk: Le blues du Juke Joint      | [ 31 ] |

## Vidéographie

### Vidéos musicales
| Année | Titre                                        | Directeur   | Réf.   |
| ----- | -------------------------------------------- | ----------- | ------ |
| 2020  | Monsieur Robertson                           | Terry Blade | [ 37 ] |
| 2023  | Je ne serai pas là                           | Terry Blade | [ 18 ] |
| 2024  | Toutes les voies – Une ode aux femmes noires | Terry Blade | [ 38 ] |

## Prix et nominations
| Année | Titre                                             | Catégorie                                                            | Travail                                      | Résultat      | Réf.   |
| ----- | ------------------------------------------------- | -------------------------------------------------------------------- | -------------------------------------------- | ------------- | ------ |
| 2020  | Prix de la musique hollywoodienne dans les médias | Meilleure musique: auteur-compositeur-interprète                     | L'amoureux                                   | Nomination    | [ 7 ]  |
| 2020  | Prix du Sommet                                    | Clip vidéo: Prix de la meilleure réalisation                         | Monsieur Robertson                           | Lauréat       | [ 39 ] |
| 2020  | Prix du Sommet                                    | Clip vidéo: Prix du Pigeon d'or                                      | Monsieur Robertson                           | Nomination    | [ 40 ] |
| 2021  | Prix du Sommet                                    | Prix de la création Summit: Audio (Prix de bronze)                   | Descendant américain de l'esclavage, l'album | Lauréat       | [ 41 ] |
| 2023  | Auteur-compositeur américain                      | Concours de la chanson 2023: Blues                                   | Chicago Kinfolk: Le blues du Juke Joint      | Lauréat       | [ 2 ]  |
| 2023  | Prix de la musique hollywoodienne dans les médias | Meilleur clip vidéo (indépendant)                                    | Je ne serai pas là                           | Nomination    | [ 19 ] |
| 2023  | Prix de musique indépendant d'Hollywood           | Americana/Racines                                                    | Je ne serai pas là                           | Nomination    | [ 16 ] |
| 2023  | Prix Josie de musique                             | Album de l'année: Folk/Americana                                     | Ethos: Fils d'un Sharecropper                | Nomination    | [ 26 ] |
| 2023  | Prix de la musique non signé uniquement           | Performance vocale                                                   | Je ne serai pas là                           | Lauréat       | [ 42 ] |
| 2024  | Festival international du film Bare Bones         | Meilleur clip vidéo des États-Unis                                   | Je ne serai pas là                           | Lauréat       | [ 43 ] |
| 2024  | Prix californien de la vidéo de la musique        | Meilleure photographie                                               | Je ne serai pas là                           | Lauréat       | [ 44 ] |
| 2024  | Prix californien de la vidéo de la musique        | Meilleure mode et maquillage                                         | Je ne serai pas là                           | Lauréat       | [ 44 ] |
| 2024  | Prix californien de la vidéo de la musique        | Prix de la justice sociale et de l'espoir                            | Je ne serai pas là                           | Lauréat       | [ 44 ] |
| 2024  | Prix californien de la vidéo de la musique        | Meilleur artiste solo masculin                                       | Je ne serai pas là                           | Nomination    | [ 44 ] |
| 2024  | Prix californien de la vidéo de la musique        | Paroles et couplets                                                  | Je ne serai pas là                           | Nomination    | [ 44 ] |
| 2024  | Prix californien de la vidéo de la musique        | Meilleure source d'inspiration                                       | Je ne serai pas là                           | Nomination    | [ 44 ] |
| 2024  | Prix internationaux de la publicité Cresta        | Métiers du cinéma: utilisation de la musique                         | Je ne serai pas là                           | Présélectioné | [ 45 ] |
| 2024  | Prix Josie de musique                             | Réussite d'un auteur-compositeur                                     | Karma                                        | Nomination    | [ 46 ] |
| 2024  | Festival du film du Midwest                       | Prix du meilleur du Midwest: Meilleure musique originale             | Je ne serai pas là                           | Lauréat       | [ 46 ] |
| 2024  | Festival international du film de Moondance       | Clip musical                                                         | Je ne serai pas là                           | Lauréat       | [ 47 ] |
| 2024  | Festival du film indépendant de Prague            | Meilleur clip vidéo                                                  | Je ne serai pas là                           | Lauréat       | [ 23 ] |
| 2024  | Festival international du film de Regina et prix  | Meilleur clip vidéo                                                  | Je ne serai pas là                           | Nomination    | [ 48 ] |
| 2024  | Prix du Sommet                                    | Prix de la création du Sommet: vidéo de moins de $5,000 (Gold Award) | Je ne serai pas là                           | Lauréat       | [ 30 ] |
| 2024  | Prix du Sommet                                    | Prix de la création du Sommet: Réalisation/Montage (Prix Argent)     | Je ne serai pas là                           | Lauréat       | [ 30 ] |
| 2024  | Festival de Tribeca                               | Courts métrages: clip vidéo                                          | Je ne serai pas là                           | Nomination    | [ 18 ] |
| 2024  | Festival du film indépendant de Vienne            | Meilleur clip vidéo                                                  | Je ne serai pas là                           | Lauréat       | [ 49 ] |
| 2025  | Festival du court métrage                         | Clip vidéo (mention honorable)                                       | Je ne serai pas là                           | Lauréat       | [ 50 ] |
| 2025  | Prix californien de la vidéo de la musique        | Prix de la justice sociale et de l'espoir                            | Toutes les voies – Une ode aux femmes noires | Lauréat       | [ 51 ] |
| 2025  | Prix californien de la vidéo de la musique        | Le prix ShiftCam de la meilleure photographie                        | Toutes les voies – Une ode aux femmes noires | Nomination    | [ 51 ] |
| 2025  | Prix californien de la vidéo de la musique        | Meilleure chanson d'amour                                            | Toutes les voies – Une ode aux femmes noires | Nomination    | [ 51 ] |
| 2025  | Prix californien de la vidéo de la musique        | Meilleur R&B                                                         | Toutes les voies – Une ode aux femmes noires | Nomination    | [ 51 ] |
| 2025  | Prix Josie de musique                             | Vidéo à impact social de l'année                                     | Toutes les voies – Une ode aux femmes noires | Nomination    | [ 52 ] |